# Fate/stay night
Fate/stay night (フェイト/ステイナイト, Feito/Sutei Naito) is een Japanse visuele roman die is ontwikkeld door Type-Moon en uitgebracht op 30 januari 2004.
Het computerspel verscheen oorspronkelijk als eroge. Nieuwere versies voor 15 jaar en ouder verschenen voor de PlayStation 2 onder de titel Fate/stay night Réalta Nua. In deze versie zijn alle erotische scènes vervangen en werden er stemacteurs toegevoegd. Réalta Nua werd later geporteerd naar Microsoft Windows als trilogie. 
Een remastering werd uitgebracht in 2024 op de Nintendo Switch en Windows. Het was de eerste keer dat het spel officieel verkocht werd buiten Japan. 
Het spel is in 2005 en 2006 aangepast naar een anime- en mangaversie.

## Plot
Het verhaal draait om Shirou Emiya, een jonge magiër die verwikkelt raakt in de Holy Grail War, een strijd tussen verschillende Servants (Dienaren). Alleen Masters (Meesters) kunnen de Heilige Graal krijgen omdat hiervoor de geesten van alle zeven Dienaren nodig zijn. De Dienaren worden gedwongen samen te werken met de Meesters, aangezien ze niet in de wereld kunnen blijven zonder voldoende mana.
De actie in het spel is sterk afhankelijk van welke van de drie verhaallijnen de speler volgt bij zijn beslissingen.

## Personages
De hoofdpersonages in het spel zijn:
- Shirou Emiya, de enige overlevende van een grote brand
- Saber, dienaar van Shirou met uitzonderlijke vechtkracht
- Rin Tousaka, hoofd van de Tousaka-familie van magiërs
- Archer, dienaar van Rin en bedreven in boogschieten
- Shinji Matou, oudere broer van Sakura en arrogante waaghals
- Rider, dienaar van Shinji met een hoge weerstand tegen magie
- Illyasviel von Einzbern, met het vermogen om berserkers te beheersen
- Sakura Matou, zus van Shinji en sterke magiër

## Verkoop
Fate/stay night werd een van de meest populaire visuele romans ooit. De oorspronkelijke pc-versie is 400.000 keer verkocht, de PS2-versie 184.500 keer, en de PS Vita-versie 86.000 keer. Inclusief heruitgaven komt het totaal uit op 751.400 verkochte exemplaren.
De animeserie is in Japan 283.000 keer verkocht.

## Adaptaties
Een mangaserie verscheen voor het eerst op 7 januari 2006 en is geïllustreerd door Datto Nishiwaki. Het werd gepubliceerd door Kadokawa Shoten in het maandelijkse tijdschrift Gekkan Shonen Ace tussen februari 2006 en december 2012.
De oorspronkelijke animeserie werd tussen januari en juni 2006 uitgezonden en bevat 24 afleveringen. De anime is geproduceerd door Studio Deen en volgt grotendeels de verhaallijn uit Fate, maar voegt ook delen van andere scenarios toe. De serie is geregisseerd door Yuji Yamaguchi.
De anime werd in 2007 internationaal bekend nadat het werd uitgezonden op tv-zender Animax. Hiervoor werd een versie met Engelstalige stemmen opgenomen.